# Zduny (gmina, Łódź)
Pour les articles homonymes, voir Zduny (homonymie).
Zduny est une gmina (commune) rurale (gmina wiejska) du powiat de Łowicz, dans la Łódź, dans le centre de la Pologne.
Son siège administratif (chef-lieu) est le village de Zduny, qui se situe environ 10 kilomètres au nord-ouest de Łowicz (siège du powiat) et 47 kilomètres au nord-est de la capitale régionale Łódź (capitale de la voïvodie).
La gmina couvre une superficie de 128,53 km2 pour une population de 6 098 habitants en 2006.

## Histoire
De 1975 à 1998, la gmina est attachée administrativement à la voïvodie de Skierniewice.

Depuis 1999, elle fait partie de la voïvodie de Łódź.

## Géographie
La gmina inclut les villages et localités de :
- Bąków Dolny
- Bąków Górny
- Bogoria Dolna
- Bogoria Górna
- Bogoria Pofolwarczna
- Dąbrowa
- Jackowice
- Łaźniki
- Maurzyce
- Nowy Złaków
- Pólka
- Retki
- Rząśno
- Strugienice
- Szymanowice
- Urzecze
- Wierznowice
- Wiskienica Dolna
- Wiskienica Górna
- Zalesie
- Zduny
- Złaków Borowy
- Złaków Kościelny

### Gminy voisines
La gmina de Zduny est voisine des gminy de :
- Bedlno
- Bielawy
- Chąśno
- Kiernozia
- Łowicz
- Żychlin

## Structure du terrain
D'après les données de 2007, la superficie de la commune de Zduny est de 103,29 kilomètres carrés, répartis comme telle :
- terres agricoles : 91 %
- forêts : 1 %

La commune représente 13,01 % de la superficie du powiat.

## Démographie
Données du 31 décembre 2007 :
| Description        | Total  | Total | Femmes | Femmes | Hommes | Hommes |
| ------------------ | ------ | ----- | ------ | ------ | ------ | ------ |
| Unité              | Nombre | %     | Nombre | %      | Nombre | %      |
| Population         | 6 067  | 100   | 3 101  | 51,1   | 2 966  | 48,9   |
| Densité (hab./km²) | 47     | 47    | 24     | 24     | 23     | 23     |